# أبو الصقر إسماعيل بن بلبل
أبو الصقر إسماعيل بن بلبل (844/5–891) كان مسؤولًا في الخلافة العباسية في عهد المعتمد (حكم 870–892)، وشغل منصب وزير الخلافة من 878 إلى 892.
على الرغم من أنه نسبته في بعض المصادر تنتهي ببني شيبان العربية، إلا أنه كان من أصل فارسي أو بلاد الرافدين. وقد ارتقى في صفوف البيروقراطية العباسية، حتى أصبح رئيسًا لديوان الأملاك الملكية، لكن لا يظهر في المصادر إلا في عام 878، عندما عُين في أعلى منصب مدني، وهو منصب الوزير، من الوصي الموفق. عُزل بعد فترة وجيزة، ولكن أعيد تعيينه في نفس العام. ومع ذلك، فإن السلطة الحقيقية في الحكومة كانت في يد سكرتير الخليفة الموفق نفسه، سعيد بن مخلد، ولم يصبح إسماعيل رئيسًا حقيقيًا للإدارة إلا بعد سقوط الأخير في عام 885/6. كان يتمتع بسلطة واسعة النطاق امتدت حتى إلى الجيش. وكان هو الذي واجه النقص المالي المزمن، فقام بتجنيد شقيقين من التجار، أحمد بن الفرات وأخوه علي، اللذين أصبحا شخصيتين مركزيتين داخل الإدارة الخلافية على مدى العقود القليلة التالية.
كان إسماعيل بن بلبل متعاطفًا مع المذهب الشيعي، وكان عدوًا عنيدًا لابن الموفق، الخليفة المستقبلي المعتضد (حكم من عام 892 إلى عام 902)، الذي حاول إسماعيل دون جدوى تحييد قوته السياسية والعسكرية المتنامية. وبالتالي، عندما توفي الموفق في حزيران 891 وخلفه المعتضد في منصب الوصي، قُبض على إسماعيل وتُوفي بعد فترة وجيزة ربما قُتل.